# ヴァニャ・ミリンコヴィッチ＝サヴィッチ
ヴァニャ・ミリンコヴィッチ＝サヴィッチ（セルビア語: Вања Милинковић-Савић, ラテン文字転写: Vanja Milinković-Savić, 1997年2月20日 - ）は、スペイン・オウレンセ出身のプロサッカー選手。セルビア代表。SSCナポリ所属。ポジションはゴールキーパー。

## 経歴

### クラブ
2014年4月2日、ヴォイヴォディナ・ノヴィ・サドと3年のプロ契約を締結。5月17日にイングランドのマンチェスター・ユナイテッドへの移籍および1シーズンのヴォイヴォディナへのローンバックで両クラブが合意。8月5日に175万ユーロの移籍金で最終合意した。
2014年8月10日、ヴォイヴォディナで初出場。OFKベオグラード相手に無失点に抑え、3-0で勝利した。2014-15シーズンの前半15試合全てにフル出場したものの、スルジャン・ジャクラにポジションを奪われ、後半はわずか2試合に出場したのみであった。
イギリスでの労働許可証が発行されなかったため、2015年11月26日、4年半契約でポーランドのレヒア・グダニスクに移籍。
2017年2月1日、イタリアのトリノはミリンコヴィッチ＝サヴィッチを獲得し、2017-18シーズンからクラブに加入すると発表した。最初のシーズンは主にカップ戦要員であったが、11月29日、コッパ・イタリアのカルピ戦でアディショナルタイムに直接フリーキックを得ると、ミリンコヴィッチ＝サヴィッチが蹴ったシュートはクロスバーを直撃し、スタンドを沸かせた。
2018年7月6日、1シーズンの契約でS.P.A.L.にローン移籍。しかしS.P.A.L.で出場機会が乏しかったこともあり、2019年1月31日、S.P.A.L.とのローン契約を打ち切り、セリエBのアスコリ・カルチョにローン移籍となった。
2019年6月29日、ベルギーのスタンダール・リエージュに1シーズンのローン移籍。契約には買い取りオプションが設定されている。
トリノに復帰後、サルヴァトーレ・シリグの退団により2021-22シーズンはレギュラーの座を掴んだが、シーズン終盤にはエトリト・ベリシャに取って代わられた。
2022-23シーズン、正GKの座を取り戻すと、セリエAのGKで最も高いスタッツを記録した。
2025年7月26日、買い取り義務が設定されたローンでナポリに移籍。

### 代表

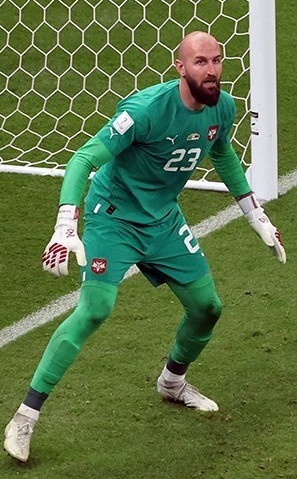
セルビア代表でのミリンコヴィッチ＝サヴィッチ（2022 FIFAワールドカップ）

2014年、UEFA U-19欧州選手権のメンバーに兄弟揃って選出された。プレドラグ・ライコヴィッチの控えであったために出場機会はなく、チームも準決勝でポルトガルに敗れた。
2015年、FIFA U-20ワールドカップを制したが、ここでもライコヴィッチの控えであり、出場機会はなかった。
2021年11月11日、カタールとの親善試合でA代表初キャップを刻んだ。

2022年、FIFAワールドカップでは全試合でセルビアのゴールマウスを守ったが、チームはグループステージで敗退した。

## 人物
スペインのオウレンセでスポーツ一家に生まれた。父のニコラ・ミリンコヴィッチはプロサッカー選手であった人物である。母のミラナ・サヴィッチもプロバスケットボール選手であった。兄のセルゲイ・ミリンコヴィッチ＝サヴィッチもセルビア代表のサッカー選手である。

## 個人成績

### クラブ
| 国内大会個人成績 | 国内大会個人成績         | 国内大会個人成績 | 国内大会個人成績 | 国内大会個人成績 | 国内大会個人成績                     | 国内大会個人成績 | 国内大会個人成績 | 国内大会個人成績 | 国内大会個人成績 | 国内大会個人成績 | 国内大会個人成績 |
| 年度             | クラブ                   | 背番号           | リーグ           | リーグ戦         | リーグ戦                             | リーグ杯         | リーグ杯         | オープン杯       | オープン杯       | 期間通算         | 期間通算         |
| 年度             | クラブ                   | 背番号           | リーグ           | 出場             | 得点                                 | 出場             | 得点             | 出場             | 得点             | 出場             | 得点             |
| セルビア         | セルビア                 | セルビア         | セルビア         | リーグ戦         | リーグ戦                             | リーグ杯         | リーグ杯         | オープン杯       | オープン杯       | 期間通算         | 期間通算         |
| ---------------- | ------------------------ | ---------------- | ---------------- | ---------------- | ------------------------------------ | ---------------- | ---------------- | ---------------- | ---------------- | ---------------- | ---------------- |
| 2014-15          | ヴォイヴォディナ         | 30               | スーペルリーガ   | 17               | 0                                    | 2                | 0                | -                | -                | 19               | 0                |
| ポーランド       | ポーランド               | ポーランド       | ポーランド       | リーグ戦         | リーグ戦                             | リーグ杯         | リーグ杯         | オープン杯       | オープン杯       | 期間通算         | 期間通算         |
| 2015-16          | レヒア・グダニスク       | 32               | エクストラクラサ | 11               | 0                                    | -                | -                | 0                | 0                | 11               | 0                |
| 2016-17          | レヒア・グダニスク       | 32               | エクストラクラサ | 18               | 0                                    | -                | -                | 0                | 0                | 18               | 0                |
| イタリア         | イタリア                 | イタリア         | イタリア         | リーグ戦         | リーグ戦                             | イタリア杯       | イタリア杯       | オープン杯       | オープン杯       | 期間通算         | 期間通算         |
| 2017-18          | トリノ                   | 32               | セリエA          | 1                | 0                                    | 3                | 0                | -                | -                | 4                | 0                |
| 2018-19          | S.P.A.L.                 | 32               | セリエA          | 2                | 0                                    | 1                | 0                | -                | -                | 3                | 0                |
| 2018-19          | アスコリ                 | 22               | セリエB          | 8                | 0                                    | 0                | 0                | -                | -                | 8                | 0                |
| ベルギー         | ベルギー                 | ベルギー         | ベルギー         | リーグ戦         | リーグ戦                             | リーグ杯         | リーグ杯         | ベルギー杯       | ベルギー杯       | 期間通算         | 期間通算         |
| 2019-20          | スタンダール・リエージュ | 30               | ファーストA      | 0                | 0                                    | -                | -                | 0                | 0                | 0                | 0                |
| イタリア         | イタリア                 | イタリア         | イタリア         | リーグ戦         | リーグ戦                             | イタリア杯       | イタリア杯       | オープン杯       | オープン杯       | 期間通算         | 期間通算         |
| 2021-22          | トリノ                   | 32               | セリエA          | 27               | 0                                    | 1                | 0                | -                | -                | 28               | 0                |
| 2022-23          | トリノ                   | 32               | セリエA          | 38               | 0                                    | 4                | 0                | -                | -                | 42               | 0                |
| 2023-24          | トリノ                   | 32               | セリエA          | 36               | 0                                    | 1                | 0                | -                | -                | 37               | 0                |
| 2024-25          | トリノ                   | 32               | セリエA          | 37               | 0                                    | 2                | 0                | -                | -                | 39               | 0                |
| 2025-26          | ナポリ                   |                  | セリエA          |                  |                                      |                  |                  | -                | -                |                  |                  |
| 通算             | セルビア                 | セルビア         | スーペルリーガ   | 17               | 0                                    | 2                | 0                | -                | -                | 19               | 0                |
| 通算             | ポーランド               | ポーランド       | エクストラクラサ | 29               | 0                                    | -                | -                | 0                | 0                | 29               | 0                |
| 通算             | イタリア                 | イタリア         | セリエA          | 141              | 0                                    | 12               | 0                | -                | -                | 153              | 0                |
| 通算             | イタリア                 | イタリア         | セリエB          | 8                | 0                                    | 0                | 0                | -                | -                | 8                | 0                |
| 通算             | ベルギー                 | ベルギー         | ファーストA      | 0                | 0                                    | -                | -                | 0                | 0                | 0                | 0                |
| 総通算           | 総通算                   | 総通算           | 総通算           | 195              | 0\|\|\|14\|\|0\|\|0\|\|0\|\|209\|\|0 |                  |                  |                  |                  |                  |                  |

### 代表
| セルビア代表 | 国際Aマッチ | 国際Aマッチ |
| 年           | 出場        | 得点        |
| ------------ | ----------- | ----------- |
| 2021         | 1           | 0           |
| 2022         | 9           | 0           |
| 2023         | 8           | 0           |
| 2024         | 1           | 0           |
| 通算         | 19          | 0           |

## タイトル

### 代表
U-20セルビア代表
- FIFA U-20ワールドカップ（2015）[16]